# Mount Healthy Heights
Mount Healthy Heights – jednostka osadnicza w Stanach Zjednoczonych, w stanie Ohio, w hrabstwie Hamilton.